# Mathilde Casadesus
Pour les articles homonymes, voir Casadesus.
Pour les autres membres de la famille, voir Famille Casadesus.
Mathilde Casadesus, parfois appelée Mathilde Casadessus, est une actrice française, née le 5 mai 1921 dans le 9e arrondissement de Paris et morte le 27 août 1965 à Port Mahon sur l'île de Minorque, Iles Baléares (Espagne).

## Biographie
Née dans une famille de musiciens réputés, elle est la fille du violoncelliste et compositeur Marius Casadesus et de la violoncelliste Lucette Laffite. Elle est la demi-sœur de Gréco Casadesus et la cousine germaine de Gisèle Casadesus.
Elle choisit cependant de devenir comédienne et, en 1945, elle commence une carrière au cinéma. Elle figure dans près d'une trentaine de films et y côtoie, entre autres, Bourvil, Fernandel, Gabin ou encore Jean Marais. Elle joue parallèlement de nombreux rôles au théâtre, et est à l'affiche d'opérettes, notamment avec Marcel Merkès et Paulette Merval.
Mathilde Casadesus, la mère de la danseuse Lucile Casadesus, meurt pendant le tournage du film Comment voler un million de dollars avec Audrey Hepburn, dans lequel elle n'apparaît pas.
Elle est décédée d'une crise cardiaque à l'âge de 44 ans.
Elle est enterrée au cimetière des Longs Réages à Meudon.
La Bibliothèque nationale de France conserve un portrait de Mathilde Casadesus dessiné par Jean Dorville.

## Filmographie

### Cinéma
- 1945 : La Boîte aux rêves d'Yves Allégret et Jean Choux : l'Agitée
- 1945 : La Part de l'ombre de Jean Delannoy
- 1946 : L'Idiot de Georges Lampin : Adélaïde Epantchine
- 1947 : Le Mannequin assassiné de Pierre de Hérain : Mme Malaise
- 1949 : Tous les deux de Louis Cuny
- 1949 : Marlène de Pierre de Hérain : Betty
- 1949 : Au royaume des cieux de Julien Duvivier : Noémie Baratier
- 1949 : Branquignol de Robert Dhéry : Suzanne
- 1950 : Le Roi Pandore d'André Berthomieu : la reine Marika de Sergarie
- 1951 : Boniface somnambule de Maurice Labro : Mlle Thomas
- 1952 : Le Plaisir (La Maison Tellier) de Max Ophüls : Mme Louise dite Cocotte
- 1952 : Les Belles de nuit de René Clair : la gouvernante (non créditée)
- 1953 : La Dame aux camélias de Raymond Bernard : Prudence
- 1954 : L'Air de Paris de Marcel Carné : la voyageuse sortant de la gare
- 1956 : Ce soir les jupons volent de Dimitri Kirsanoff : la mère de Jeannette
- 1956 : Gervaise de René Clément : Mme Boche, la concierge
- 1957 : Le Feu aux poudres de Henri Decoin : Mimi, la patronne du restaurant
- 1958 : Moi et le colonel de Peter Glenville : la secrétaire (non créditée)
- 1958 : En cas de malheur de Claude Autant-Lara : Anna
- 1958 : La Vie à deux de Clément Duhour : la cuisinière d'Odette
- 1959 : Le Petit Prof de Carlo Rim : Mme Boulard
- 1959 : Messieurs les ronds-de-cuir de Henri Diamant-Berger : Mme Nègre
- 1959 : Certains l'aiment froide de Jean Bastia : Mathilde Valmorin
- 1960 : Meurtre en 45 tours d'Étienne Périer : Elsa
- 1960 : Candide ou l'Optimisme au XXe siècle de Norbert Carbonnaux : la baronne Thunder-Ten-Tronck
- 1961 : Les Amours de Paris de Jacques Poitrenaud : l'infirmière-major
- 1961 : À rebrousse-poil de Pierre Armand : Mme Durand
- 1962 : Conduite à gauche de Guy Lefranc : la cliente
- 1962 : La Loi des hommes de Charles Gérard
- 1962 : Le Couteau dans la plaie d'Anatol Litvak : Mme Duval, la concierge
- 1962 : Un clair de lune à Maubeuge de Jean Chérasse : la dame aux courses
- 1963 : L'Honorable Stanislas, agent secret de Jean-Charles Dudrumet : Maria Linas, la diva
- 1965 : Les Mordus de Paris de Pierre Armand
- 1965 : Les Combinards, de Juan Estelrich, Riccardo Pazzaglia et Jean-Claude Roy : la bouchère de Cussac

### Télévision
- 1960 : Liberty Bar de Jean-Marie Coldefy
- 1961 : Les Femmes de bonne humeur d'Alain Boudet : Dorotea
- 1965 : Le Naïf amoureux de Philippe Ducrest : Mme Racaume
- 1966 : Illusions perdues (mini série) de Maurice Cazeneuve : Zizine de Senonches

## Théâtre
- 1956 : Ce soir je dîne chez moi de Clare Kummer, mise en scène Christian-Gérard, Comédie Wagram
- 1958 : La Bonne Soupe de Félicien Marceau, mise en scène André Barsacq, Théâtre du Gymnase Marie Bell : Irma
- 1963 : Le Don d'Adèle de Pierre Barillet et Jean-Pierre Grédy, mise en scène Jacques Charon, Théâtre de l'Ambigu : Edmée Peyron-Lafitte
- 1963 : Les Précieuses ridicules de Molière, mise en scène Jean-Pierre Martino, Théâtre Montparnasse : Cathos
- 1963 : Rose-Marie, opérette, Théâtre Mogador : Ethel
- 1965 : Les Plaideurs de Racine, Théâtre Montparnasse : la comtesse